# Benoît Begué
Benoît Bégué est un joueur français de volley-ball né le 19 avril 1982 à Montbéliard (Doubs). Il mesure 1,98 m et joue central.

## Clubs
| Club               | Pays   | De        | À         |
| ------------------ | ------ | --------- | --------- |
| Grenoble VUC       | France | 2005-2006 | 2006-2007 |
| Asnieres Volley 92 | France | 2007-2008 | 2007-2008 |
| Cambrai VEC        | France | 2008-2009 | 2008-2009 |
| Avignon VB         | France | 2009-2010 | 2010-2011 |
| GFCO Ajaccio       | France | 2011-2012 | 2012-2013 |

## Palmarès
Néant.